# Paraceterach
Paraceterach es un género con 7 especies descritas y 6 aceptadas de helechos perteneciente a la familia Pteridaceae. Se encuentra en el Sudeste de Asia.

## Taxonomía
Paraceterach fue descrito por Edwin Bingham Copeland y publicado en Genera Filicum: The Genera of Ferns 75. 1947. La especie tipo es: Paraceterach muelleri (Hook.) Copel. 

## Especies aceptadas
A continuación se brinda un listado de las especies del género Paraceterach aceptadas hasta abril de 2012, ordenadas alfabéticamente. Para cada una se indica el nombre binomial seguido del autor, abreviado según las convenciones y usos.
- Paraceterach bipinnata (H. Christ) R.M. Tryon
- Paraceterach delavayi (Baker) R.M. Tryon
- Paraceterach marantae (L.) R.M. Tryon
- Paraceterach reynoldsii (F. Muell.) Tindale
- Paraceterach sargentii (H. Christ) R.M. Tryon
- Paraceterach vestita (Hook.) R.M. Tryon